# Policy Planning Staff
Policy Planning Staff, Policyplaneringsstaben, ibland kallad Policy Planning Council, är en avdelning inom  USA:s utrikesdepartement. Den skapades 1947 av George F. Kennan på begäran av utrikesministern George C. Marshall med syftet att ge "oberoende politisk analys och rådgivning till utrikesministern". Dess första uppgift var att utforma Marshallplanen. Bland tidigare chefer märks George F. Kennan, Paul Nitze och Richard Haass. 
Nuvarande chef är Stephen Krasner.